# Elymus sosnowskyi
Elymus sosnowskyi är en gräsart som först beskrevs av Eduard Hackel, och fick sitt nu gällande namn av Aleksandre Melderis. Elymus sosnowskyi ingår i släktet elmar, och familjen gräs. Inga underarter finns listade i Catalogue of Life.